# Llista de topònims de Santa Maria de Martorelles
Llista de topònims (noms propis de lloc) del municipi de Santa Maria de Martorelles, al Vallès Oriental
Informació actualitzada per un bot. Els canvis manuals es perdran quan s'actualitzi!

## arbre singular
| imatge | Nom                              | Ubicat a                   | instància de   | Detalls                     | coordenades                                                                                                | Protecció | Commons (més fotos) | Dades a WD                    |
| ------ | -------------------------------- | -------------------------- | -------------- | --------------------------- | --- | --------- | ------------------- | ----------------------------- |
|        | Sequoia del Castell de Sant Foix | Santa Maria de Martorelles | arbre singular |                             | 41° 31′ 31″ N, 2° 15′ 28″ E / 41.52517°N,2.25778°E ca:Camí de can Girona, s/n, 08106                       |           |                     | Modifica les dades a Wikidata |
|        | alzina del Castell de Sant Foix  | Santa Maria de Martorelles | arbre singular |                             | 41° 31′ 34″ N, 2° 15′ 26″ E / 41.52605°N,2.25733°E ca:Camí de can Girona, s/n, 08106                       |           |                     | Modifica les dades a Wikidata |
|        | el Plàtan                        | Santa Maria de Martorelles | arbre singular |                             | 41° 31′ 31″ N, 2° 15′ 04″ E / 41.52517°N,2.25121°E ca:Camí de Martorelles-Horta de can Matons, 08106       |           |                     | Modifica les dades a Wikidata |
|        | pi del Carrer del Pi             | Santa Maria de Martorelles | arbre singular |                             | 41° 31′ 03″ N, 2° 15′ 19″ E / 41.51758°N,2.25541°E ca:Carrer del Pi, 7-Carrer de la Font del Ca, 42, 08106 |           |                     | Modifica les dades a Wikidata |
|        | Àlber de la Font de Can Gurri    | Santa Maria de Martorelles | arbre singular | Taxon: àlber (Populus alba) | 41° 30′ 58″ N, 2° 16′ 37″ E / 41.516123°N,2.276857°E ca:Vall del torrent de can Gurri, 08106 355 msnm      |           |                     | Modifica les dades a Wikidata |

## barraca de vinya
| imatge | Nom                              | Ubicat a                   | instància de     | Detalls      | coordenades                                                                               | Protecció | Commons (més fotos) | Dades a WD                    |
| ------ | -------------------------------- | -------------------------- | ---------------- | ------------ | ----------------------------------------------------------------------------------------- | --------- | ------------------- | ----------------------------- |
|        | barraca de can Bernades          | Santa Maria de Martorelles | barraca de vinya |              | 41° 31′ 27″ N, 2° 15′ 11″ E / 41.52425°N,2.25296°E ca:Camí de Martorelles-Camí Ral, 08106 |           |                     | Modifica les dades a Wikidata |
|        | barraca de darrera del cementiri | Santa Maria de Martorelles | barraca de vinya | 20th century | 41° 31′ 21″ N, 2° 15′ 09″ E / 41.52251°N,2.25238°E ca:Darrera del cementiri, 08106        |           |                     | Modifica les dades a Wikidata |

## casa
| imatge | Nom                                   | Ubicat a                   | instància de | Detalls                                    | coordenades | Protecció                                  | Commons (més fotos) | Dades a WD                    |
| ------ | ------------------------------------- | -------------------------- | ------------ | ------------------------------------------ | --- | ------------------------------------------ | ------------------- | ----------------------------- |
|        | Can Borrell / Vil·la Consol           | Santa Maria de Martorelles | casa         | 20th century                               | 41° 31′ 26″ N, 2° 14′ 56″ E / 41.52402°N,2.24882°E ca:Carrer Santiago Rusiñol, 32-34, 08106                          |                                            |                     | Modifica les dades a Wikidata |
|        | Can Ferriols / Can Torras de Badalona | Santa Maria de Martorelles | casa         |                                            | 41° 31′ 04″ N, 2° 15′ 20″ E / 41.51789°N,2.25551°E ca:Carrer de la Font del Ca, 45, 08106                            |                                            |                     | Modifica les dades a Wikidata |
|        | Can Miqueló                           | Santa Maria de Martorelles | casa         |                                            | 41° 31′ 32″ N, 2° 15′ 08″ E / 41.52562°N,2.25214°E ca:Carrer del camí de can Girona-Carrer can Flor, 08106           |                                            |                     | Modifica les dades a Wikidata |
|        | Can Xicola                            | Santa Maria de Martorelles | casa         |                                            | 41° 31′ 08″ N, 2° 16′ 06″ E / 41.51892°N,2.26842°E ca:Bosc d'en Sunyer, 08106                                        |                                            |                     | Modifica les dades a Wikidata |
|        | Casa del Porxo                        | Santa Maria de Martorelles | casa         | 20th century                               | 41° 31′ 33″ N, 2° 15′ 30″ E / 41.52589°N,2.25838°E ca:Camí de can Girona, s/n, 08106                                 |                                            |                     | Modifica les dades a Wikidata |
|        | casa del carrer de la Neu, 3          | Santa Maria de Martorelles | casa         | Estil: arquitectura popular                | 41° 31′ 10″ N, 2° 15′ 13″ E / 41.51938°N,2.25348°E ca:Carrer de la Neu, 3, 08106                                     |                                            |                     | Modifica les dades a Wikidata |
|        | cases del carrer Pau Casals           | Santa Maria de Martorelles | casa         | 20th century                               | 41° 31′ 29″ N, 2° 14′ 47″ E / 41.52485°N,2.24643°E ca:Carrer Pau Casals, 1-7, 08106                                  |                                            |                     | Modifica les dades a Wikidata |
|        | el Castell                            | Santa Maria de Martorelles | casa         | Estil: arquitectura eclèctica 19th century | 41° 31′ 04″ N, 2° 15′ 17″ E / 41.51791°N,2.254783°E ca:Carrer del Pi, 2-Carrer de la Font del Ca, 34, 08106 184 msnm | bé integrant del patrimoni cultural català |                     | Modifica les dades a Wikidata |

## edifici
| imatge | Nom             | Ubicat a                   | instància de | Detalls                     | coordenades | Protecció                   | Commons (més fotos)                    | Dades a WD                    |
| ------ | --------------- | -------------------------- | ------------ | --------------------------- | --- | --------------------------- | -------------------------------------- | ----------------------------- |
|        | Ajuntament Vell | Santa Maria de Martorelles | edifici      | 20th century                | 41° 31′ 10″ N, 2° 15′ 12″ E / 41.5195°N,2.25345°E ca:Carrer Major, 3-Plaça de l'Església, 1, 08106                              |                             |                                        | Modifica les dades a Wikidata |
|        | Rectoria        | Santa Maria de Martorelles | edifici      | Estil: arquitectura popular | 41° 31′ 11″ N, 2° 15′ 11″ E / 41.519787°N,2.253173°E ca:Plaça de l'Església, 2                                                  | bé cultural d'interès local | Rectoria de Santa Maria de Martorelles | Modifica les dades a Wikidata |
|        | les Tolves      | Santa Maria de Martorelles | edifici      | 20th century                | 41° 30′ 54″ N, 2° 15′ 31″ E / 41.51487°N,2.25858°E ca:Vall del torrent de la font Sunyera-Camí de Tiana per la Romaguera, 08106 |                             |                                        | Modifica les dades a Wikidata |

## edifici residencial
| imatge | Nom                                          | Ubicat a                   | instància de             | Detalls      | coordenades | Protecció | Commons (més fotos) | Dades a WD                    |
| ------ | -------------------------------------------- | -------------------------- | ------------------------ | ------------ | --- | --------- | ------------------- | ----------------------------- |
|        | Can Dunyó / Can Donyó de la Sagrera          | Santa Maria de Martorelles | edifici residencial casa |              | 41° 31′ 10″ N, 2° 15′ 12″ E / 41.51952362060547°N,2.253309965133667°E 41° 31′ 10″ N, 2° 15′ 12″ E / 41.51949°N,2.2533°E ca:Plaça del Rei, 1 ca:Plaça del Rei, 1, 08106                       |           |                     | Modifica les dades a Wikidata |
|        | Cases del nucli Colomer / Cases de l'entrada | Santa Maria de Martorelles | edifici residencial casa | 20th century | 41° 31′ 28″ N, 2° 14′ 49″ E / 41.52436828613281°N,2.2469611167907715°E 41° 31′ 28″ N, 2° 14′ 49″ E / 41.52437°N,2.24686°E ca:Santiago Rusiñol, 3-19 ca:Carrer Santiago Rusinyol, 3-19, 08106 |           |                     | Modifica les dades a Wikidata |

## element arquitectònic
| imatge | Nom                       | Ubicat a                   | instància de          | Detalls      | coordenades | Protecció | Commons (més fotos) | Dades a WD                    |
| ------ | ------------------------- | -------------------------- | --------------------- | ------------ | --- | --------- | ------------------- | ----------------------------- |
|        | La Bassassa               | Santa Maria de Martorelles | element arquitectònic | 20th century | 41° 30′ 33″ N, 2° 15′ 48″ E / 41.50915°N,2.26321°E ca:Vall del torrent de la font Sunyera-Bosc d'en Mates, 08106 |           |                     | Modifica les dades a Wikidata |
|        | Pou Sota el Carrer del Pi | Santa Maria de Martorelles | element arquitectònic | 20th century | 41° 31′ 03″ N, 2° 15′ 19″ E / 41.51754°N,2.25535°E ca:Horts del Rector, 08106                                    |           |                     | Modifica les dades a Wikidata |

## fita
| imatge | Nom                                            | Ubicat a                   | instància de | Detalls      | coordenades                                                                                      | Protecció | Commons (més fotos) | Dades a WD                    |
| ------ | ---------------------------------------------- | -------------------------- | ------------ | ------------ | ------------------------------------------------------------------------------------------------ | --------- | ------------------- | ----------------------------- |
|        | Fita de la Cartoixa de Montalegre              | Santa Maria de Martorelles | fita         | 18th century | 41° 31′ 02″ N, 2° 16′ 48″ E / 41.51709°N,2.28004°E ca:Camí del coll de la Font d'en Gurri, 08106 |           |                     | Modifica les dades a Wikidata |
|        | Fita del camí del Coll de la font d'en Gurri 1 | Santa Maria de Martorelles | fita         |              | 41° 30′ 57″ N, 2° 16′ 52″ E / 41.51585°N,2.28115°E ca:Camí del coll de la Font d'en Gurri, 08106 |           |                     | Modifica les dades a Wikidata |
|        | Fita del camí del Coll de la font d'en Gurri 2 | Santa Maria de Martorelles | fita         |              | 41° 31′ 01″ N, 2° 16′ 49″ E / 41.51695°N,2.28022°E ca:Camí del coll de la Font d'en Gurri, 08106 |           |                     | Modifica les dades a Wikidata |

## font
| imatge | Nom                                                | Ubicat a                   | instància de | Detalls      | coordenades | Protecció | Commons (més fotos)                            | Dades a WD                    |
| ------ | -------------------------------------------------- | -------------------------- | ------------ | ------------ | --- | --------- | ---------------------------------------------- | ----------------------------- |
|        | Sèquia de can Girona / Mina de la font de la Mercè | Santa Maria de Martorelles | font         | 20th century | 41° 31′ 17″ N, 2° 16′ 12″ E / 41.52126°N,2.26993°E ca:Banda nord del terme municipal, 08106                      |           |                                                | Modifica les dades a Wikidata |
|        | font de Can Bernades / Font d'en Beu-i-Tapa        | Santa Maria de Martorelles | font         |              | 41° 31′ 27″ N, 2° 15′ 26″ E / 41.52429°N,2.25714°E ca:Sota can Bernades-Torrent de can Gurri, 08106              |           |                                                | Modifica les dades a Wikidata |
|        | font de Can Girona                                 | Santa Maria de Martorelles | font         | 20th century | 41° 31′ 31″ N, 2° 15′ 37″ E / 41.52516°N,2.26021°E ca:Camí de can Girona, s/n, 08106                             |           |                                                | Modifica les dades a Wikidata |
|        | font de Can Gurri                                  | Santa Maria de Martorelles | font         |              | 41° 30′ 57″ N, 2° 16′ 41″ E / 41.515828°N,2.27802°E ca:Vall del torrent de can Gurri, 08106 355 msnm             |           | Font de Can Gurri                              | Modifica les dades a Wikidata |
|        | font de can Santpare                               | Santa Maria de Martorelles | font         | 20th century | 41° 31′ 09″ N, 2° 16′ 22″ E / 41.51913°N,2.27282°E ca:Vall del torrent de can Gurri, 08106                       |           |                                                | Modifica les dades a Wikidata |
|        | font de la Mercè                                   | Santa Maria de Martorelles | font         |              | 41° 31′ 23″ N, 2° 16′ 16″ E / 41.523062°N,2.271143°E                                                             |           | Font de la Mercè de Santa Maria de Martorelles | Modifica les dades a Wikidata |
|        | font de la Mercè                                   | Santa Maria de Martorelles | font         | 20th century | 41° 31′ 18″ N, 2° 16′ 11″ E / 41.5216°N,2.26965°E ca:Camí d'Alella-Vall del torrent de can Gurri, 08106          |           |                                                | Modifica les dades a Wikidata |
|        | font de la Teula                                   | Santa Maria de Martorelles | font         |              | 41° 30′ 48″ N, 2° 16′ 00″ E / 41.513368°N,2.266591°E                                                             |           | Font de la Teula (Santa Maria de Martorelles)  | Modifica les dades a Wikidata |
|        | font del Ca / Font de Sant Domènec                 | Santa Maria de Martorelles | font         |              | 41° 30′ 42″ N, 2° 15′ 40″ E / 41.51168°N,2.26118°E ca:Bosc d'en Guillemí-Vinya d'en Feliu, 08106                 |           |                                                | Modifica les dades a Wikidata |
|        | font del Ferro                                     | Santa Maria de Martorelles | font         |              | 41° 30′ 37″ N, 2° 15′ 50″ E / 41.510324°N,2.263821°E                                                             |           | Font del Ferro de Martorelles                  | Modifica les dades a Wikidata |
|        | font del Ferro                                     | Santa Maria de Martorelles | font         | 20th century | 41° 30′ 31″ N, 2° 15′ 46″ E / 41.50852°N,2.26268°E ca:Vall del torrent de la font Sunyera-Bosc d'en Mates, 08106 |           |                                                | Modifica les dades a Wikidata |
|        | font del Racó / Font Piera                         | Santa Maria de Martorelles | font         |              | 41° 31′ 27″ N, 2° 15′ 38″ E / 41.5243°N,2.26069°E ca:Camí de can Girona, s/n, 08106                              |           |                                                | Modifica les dades a Wikidata |

## masia
| imatge | Nom                                       | Ubicat a                   | instància de | Detalls                     | coordenades | Protecció                                  | Commons (més fotos) | Dades a WD                    |
| ------ | ----------------------------------------- | -------------------------- | ------------ | --------------------------- | --- | ------------------------------------------ | ------------------- | ----------------------------- |
|        | Ca n'Oliveres                             | Santa Maria de Martorelles | masia        |                             | 41° 31′ 38″ N, 2° 15′ 35″ E / 41.527222619645°N,2.25969782258861°E ca:Camí de Montornès, 08106                                                                                   |                                            |                     | Modifica les dades a Wikidata |
|        | Cal Mariano                               | Santa Maria de Martorelles | masia        | 20th century                | 41° 31′ 33″ N, 2° 15′ 31″ E / 41.5258100138606°N,2.25853929481118°E ca:Camí de can Girona, s/n, 08106                                                                            |                                            |                     | Modifica les dades a Wikidata |
|        | Cal Pep                                   | Santa Maria de Martorelles | masia        |                             | 41° 31′ 05″ N, 2° 15′ 22″ E / 41.5179493461071°N,2.25617218481604°E ca:Carrer de la Font del Ca, 55, 08106                                                                       |                                            |                     | Modifica les dades a Wikidata |
|        | Cal Ros                                   | Santa Maria de Martorelles | masia        |                             | 41° 31′ 20″ N, 2° 15′ 57″ E / 41.5221734949543°N,2.26593981846733°E ca:Camí d'Alella, 08106                                                                                      |                                            |                     | Modifica les dades a Wikidata |
|        | Can Bernades                              | Santa Maria de Martorelles | masia        |                             | 41° 31′ 27″ N, 2° 15′ 22″ E / 41.5242540859065°N,2.25611196748766°E ca:Camí de Martorelles-Camí Ral, 08106                                                                       |                                            |                     | Modifica les dades a Wikidata |
|        | Can Coll                                  | Santa Maria de Martorelles | masia        | Estil: arquitectura popular | 41° 31′ 14″ N, 2° 15′ 07″ E / 41.520494°N,2.25187°E ca:Camí del Pruneller, des del carrer del Carme                                                                              | bé integrant del patrimoni cultural català |                     | Modifica les dades a Wikidata |
|        | Can Girona                                | Santa Maria de Martorelles | masia        | 20th century                | 41° 31′ 30″ N, 2° 15′ 38″ E / 41.524958099867°N,2.2605545186261°E ca:Camí de can Girona, s/n, 08106                                                                              |                                            |                     | Modifica les dades a Wikidata |
|        | Can Guillemí / Manso Lloret / Mas Mascaró | Santa Maria de Martorelles | masia casa   | 1801                        | 41° 31′ 09″ N, 2° 15′ 17″ E / 41.519100189208984°N,2.254642963409424°E 41° 31′ 08″ N, 2° 15′ 17″ E / 41.51898°N,2.25465°E ca:Sant Domènec, 2 ca:Carrer de Sant Domènec, 2, 08106 |                                            |                     | Modifica les dades a Wikidata |
|        | Can Matons                                | Santa Maria de Martorelles | masia        | Estil: arquitectura popular | 41° 31′ 33″ N, 2° 15′ 02″ E / 41.525728°N,2.250564°E | bé integrant del patrimoni cultural català |                     | Modifica les dades a Wikidata |
|        | Can Pere Miqueló                          | Santa Maria de Martorelles | masia        |                             | 41° 31′ 32″ N, 2° 15′ 08″ E / 41.52562°N,2.25214°E ca:Carrer del camí de can Girona, 18, 08106                                                                                   |                                            |                     | Modifica les dades a Wikidata |
|        | Can Roda                                  | Santa Maria de Martorelles | masia        |                             | 41° 31′ 21″ N, 2° 14′ 42″ E / 41.522593°N,2.245036°E |                                            |                     | Modifica les dades a Wikidata |
|        | Can Rosanes / Can Roscatlló               | Santa Maria de Martorelles | masia        |                             | 41° 31′ 25″ N, 2° 15′ 48″ E / 41.52361°N,2.26331°E ca:Camí d'Alella, 08106 |                                            |                     | Modifica les dades a Wikidata |
|        | Can Santpere                              | Santa Maria de Martorelles | masia        |                             | 41° 31′ 08″ N, 2° 16′ 21″ E / 41.518926°N,2.2725°E |                                            |                     | Modifica les dades a Wikidata |
|        | Masia de Can Guillemí / Can Gallemí       | Santa Maria de Martorelles | masia        | 20th century                | 41° 31′ 07″ N, 2° 15′ 35″ E / 41.5186°N,2.25964°E ca:Camí de les Quatre Termes, 08106                                                                                            |                                            |                     | Modifica les dades a Wikidata |

## mobiliari urbà
| imatge | Nom                        | Ubicat a                   | instància de   | Detalls      | coordenades                                                                         | Protecció | Commons (més fotos) | Dades a WD                    |
| ------ | -------------------------- | -------------------------- | -------------- | ------------ | ----------------------------------------------------------------------------------- | --------- | ------------------- | ----------------------------- |
|        | Premsa de Vi de Ca L'àngel | Santa Maria de Martorelles | mobiliari urbà | 20th century | 41° 31′ 04″ N, 2° 15′ 19″ E / 41.51772°N,2.25517°E ca:Carrer del Pi, 3, 08106       |           |                     | Modifica les dades a Wikidata |
|        | Roc del Pedró              | Santa Maria de Martorelles | mobiliari urbà | 16th century | 41° 31′ 11″ N, 2° 15′ 11″ E / 41.51974°N,2.25318°E ca:Plaça de l'Església, 2, 08106 |           |                     | Modifica les dades a Wikidata |

## muntanya
| imatge | Nom                | Ubicat a                                | instància de | Detalls | coordenades | Protecció | Commons (més fotos) | Dades a WD                    |
| ------ | ------------------ | --------------------------------------- | ------------ | ------- | --- | --------- | ------------------- | ----------------------------- |
|        | Turó d'en Galceran | Alella Tiana Santa Maria de Martorelles | muntanya     |         | 41° 30′ 17″ N, 2° 16′ 00″ E / 41.5046857089°N,2.26664062157°E ca:Extrem de migdia del terme municipal, 08106 484 msnm |           | Turó de Galzeran    | Modifica les dades a Wikidata |
|        | els Figuerals      | Santa Maria de Martorelles Alella       | muntanya     |         | 41° 30′ 50″ N, 2° 16′ 55″ E / 41.51390278°N,2.28183333°E 413 msnm                                                     |           | Els Figuerals       | Modifica les dades a Wikidata |
|        | turó de Castellruf | Santa Maria de Martorelles              | muntanya     |         | 41° 30′ 55″ N, 2° 15′ 59″ E / 41.51532222°N,2.26651944°E 459 msnm                                                     |           |                     | Modifica les dades a Wikidata |

## pedrera
| imatge | Nom                                 | Ubicat a                   | instància de | Detalls      | coordenades | Protecció | Commons (més fotos) | Dades a WD                    |
| ------ | ----------------------------------- | -------------------------- | ------------ | ------------ | --- | --------- | ------------------- | ----------------------------- |
|        | Pedrera de Can Gallemí              | Santa Maria de Martorelles | pedrera      | 20th century | 41° 31′ 02″ N, 2° 15′ 41″ E / 41.51718°N,2.2615°E ca:Camí de les Quatre Termes, 08106                                           |           |                     | Modifica les dades a Wikidata |
|        | Pedrera de Can Girona               | Santa Maria de Martorelles | pedrera      | 20th century | 41° 31′ 29″ N, 2° 15′ 39″ E / 41.52468°N,2.26072°E ca:Camí de can Girona, s/n, 08106                                            |           |                     | Modifica les dades a Wikidata |
|        | Pedrera de Can Ros                  | Santa Maria de Martorelles | pedrera      | 20th century | 41° 31′ 19″ N, 2° 15′ 57″ E / 41.52203°N,2.26594°E ca:Camí d'Alella, 08106                                                      |           |                     | Modifica les dades a Wikidata |
|        | Pedrera de la font de la Mercè      | Santa Maria de Martorelles | pedrera      | 20th century | 41° 31′ 15″ N, 2° 16′ 11″ E / 41.52081°N,2.26984°E ca:Camí d'Alella, 08106                                                      |           |                     | Modifica les dades a Wikidata |
|        | Pedrera del Camí de la Font Sunyera | Santa Maria de Martorelles | pedrera      | 20th century | 41° 30′ 53″ N, 2° 15′ 34″ E / 41.51473°N,2.25944°E ca:Vall del torrent de la font Sunyera-Camí de Tiana per la Romaguera, 08106 |           |                     | Modifica les dades a Wikidata |

## rellotge de sol
| imatge | Nom                             | Ubicat a                   | instància de    | Detalls      | coordenades                                                                                    | Protecció | Commons (més fotos) | Dades a WD                    |
| ------ | ------------------------------- | -------------------------- | --------------- | ------------ | ---------------------------------------------------------------------------------------------- | --------- | ------------------- | ----------------------------- |
|        | Rellotge de Sol de Can Ferriols | Santa Maria de Martorelles | rellotge de sol | 20th century | 41° 31′ 04″ N, 2° 15′ 20″ E / 41.51789°N,2.25551°E ca:Carrer de la Font del Ca, 45, 08106      |           |                     | Modifica les dades a Wikidata |
|        | Rellotge de sol de can Matons   | Santa Maria de Martorelles | rellotge de sol |              | 41° 31′ 33″ N, 2° 15′ 02″ E / 41.52572°N,2.25056°E ca:Carrer del camí de can Girona, 21, 08106 |           |                     | Modifica les dades a Wikidata |

## Misc
| imatge | Nom                                                | Ubicat a                                                              | instància de                                                                   | Detalls                       | coordenades | Protecció                                            | Commons (més fotos)                      | Dades a WD                    |
| ------ | -------------------------------------------------- | --------------------------------------------------------------------- | ------------------------------------------------------------------------------ | ----------------------------- | --- | ---------------------------------------------------- | ---------------------------------------- | ----------------------------- |
|        | Aturant el Temps                                   | Santa Maria de Martorelles                                            | obra escultòrica                                                               | 1996                          | 41° 31′ 12″ N, 2° 15′ 13″ E / 41.52001°N,2.25373°E ca:Passatge Onze de Setembre, 08106                                                                                         |                                                      |                                          | Modifica les dades a Wikidata |
|        | Barri el Colomer                                   | Santa Maria de Martorelles                                            | nucli de població nucli d'entitat singular de població                         | 213 hab                       | 41° 31′ 31″ N, 2° 15′ 01″ E / 41.52521536°N,2.25038565°E 130 msnm |                                                      |                                          | Modifica les dades a Wikidata |
|        | Bassa de Can Girona / Safareig Rodó                | Santa Maria de Martorelles                                            | bassa                                                                          | 20th century                  | 41° 31′ 27″ N, 2° 15′ 46″ E / 41.52408°N,2.26284°E ca:Camí d'Alella, 08106 |                                                      |                                          | Modifica les dades a Wikidata |
|        | Canals d'aigua prop de can Girona                  | Santa Maria de Martorelles                                            | canal                                                                          | 20th century                  | 41° 31′ 34″ N, 2° 15′ 36″ E / 41.52605°N,2.26008°E ca:Camí d'Alella-Camí de Montornès del Vallès, 08106                                                                        |                                                      |                                          | Modifica les dades a Wikidata |
|        | Carbonera del Bosc d'en Sunyer 2                   | Santa Maria de Martorelles                                            | carbonera                                                                      |                               | 41° 31′ 19″ N, 2° 15′ 46″ E / 41.5219°N,2.26289°E ca:Bosc d'en Sunyer-Sot dels Arbres, 08106                                                                                   |                                                      |                                          | Modifica les dades a Wikidata |
|        | Castell de Castellruf                              | Santa Maria de Martorelles                                            | castell                                                                        |                               | 41° 30′ 53″ N, 2° 15′ 59″ E / 41.514733°N,2.266325°E | bé d'interès cultural bé cultural d'interès nacional |                                          | Modifica les dades a Wikidata |
|        | Cementiri                                          | Santa Maria de Martorelles                                            | conjunt d'edificis                                                             |                               | 41° 31′ 21″ N, 2° 15′ 14″ E / 41.52237°N,2.25386°E ca:Carrer de les Escoles, s/n, 08106                                                                                        |                                                      |                                          | Modifica les dades a Wikidata |
|        | La Bassasa                                         | Santa Maria de Martorelles                                            | zona humida                                                                    |                               | 41° 30′ 33″ N, 2° 15′ 47″ E / 41.50923888888889°N,2.2630444444444446°E |                                                      | La Bassassa (Santa Maria de Martorelles) | Modifica les dades a Wikidata |
|        | Menhir de Castellruf                               | Santa Maria de Martorelles                                            | menhir                                                                         | Ample: 0.5m Alt: 2.2m         | 41° 31′ 09″ N, 2° 15′ 14″ E / 41.519167°N,2.253889°E | bé integrant del patrimoni cultural català           | Menhir de Castellruf                     | Modifica les dades a Wikidata |
|        | Mina de la Font Sunyera                            | Santa Maria de Martorelles                                            | mina d'aigua                                                                   |                               | 41° 30′ 49″ N, 2° 15′ 39″ E / 41.51351°N,2.26094°E ca:Vall del torrent de la font Sunyera-Camí de Tiana per la Romaguera, 08106                                                |                                                      |                                          | Modifica les dades a Wikidata |
|        | Molí de Vent del Castell                           | Santa Maria de Martorelles                                            | molí de vent                                                                   | 20th century                  | 41° 31′ 03″ N, 2° 15′ 18″ E / 41.51755°N,2.25504°E ca:Hort del Castell-Torrent de la font Sunyera, 08106                                                                       |                                                      |                                          | Modifica les dades a Wikidata |
|        | Pont del Torrent de les Canals                     | Santa Maria de Martorelles                                            | pont                                                                           | 20th century Estat: bon estat | 41° 31′ 25″ N, 2° 14′ 58″ E / 41.52352°N,2.24952°E ca:Carretera BV-5006, km. 1,8, 08106 113 msnm                                                                               |                                                      |                                          | Modifica les dades a Wikidata |
|        | Salt de Can Girona / Salt del Torrent de Can Gurri | Santa Maria de Martorelles                                            | salt d'aigua                                                                   |                               | 41° 31′ 27″ N, 2° 15′ 38″ E / 41.5243°N,2.26069°E ca:Camí de can Girona, s/n, 08106                                                                                            |                                                      |                                          | Modifica les dades a Wikidata |
|        | Santa Maria de Martorelles                         | Santa Maria de Martorelles                                            | entitat singular de població capital municipal ens local històric de Catalunya | 872 hab                       | 41° 31′ 11″ N, 2° 15′ 13″ E / 41.5197053°N,2.25352927°E ca:Plaça de l'Església, 2, 08106 183 msnm                                                                              |                                                      |                                          | Modifica les dades a Wikidata |
|        | Societat Coral la Fló                              | Santa Maria de Martorelles                                            | estructura arquitectònica edifici                                              | 20th century                  | 41° 31′ 11″ N, 2° 15′ 16″ E / 41.51984786987305°N,2.254365921020508°E 41° 31′ 11″ N, 2° 15′ 16″ E / 41.51984°N,2.25434°E ca:Anselm Clavé, 3 ca:Carrer d'Anselm Clavé, 3, 08106 |                                                      |                                          | Modifica les dades a Wikidata |
|        | Vall del Torrent de Can Gurri                      | Santa Maria de Martorelles                                            | vall                                                                           |                               | 41° 31′ 21″ N, 2° 15′ 53″ E / 41.5225°N,2.26461°E ca:Extrem de tramuntana del terme municipal, 08106                                                                           |                                                      |                                          | Modifica les dades a Wikidata |
|        | casa consistorial de Santa Maria de Martorelles    | Santa Maria de Martorelles                                            | casa consistorial                                                              |                               | 41° 31′ 11″ N, 2° 15′ 14″ E / 41.5198598°N,2.2538087°E |                                                      |                                          | Modifica les dades a Wikidata |
|        | cova de la Font de Sant Domènec                    | Santa Maria de Martorelles                                            | cova                                                                           |                               | 41° 30′ 43″ N, 2° 15′ 41″ E / 41.51189°N,2.26125°E ca:Bosc d'en Guillemí-Vinya d'en Feliu, 08106                                                                               |                                                      |                                          | Modifica les dades a Wikidata |
|        | església de Santa Maria de Martorelles             | Santa Maria de Martorelles                                            | església                                                                       | Estil: arquitectura barroca   | 41° 31′ 11″ N, 2° 15′ 12″ E / 41.519722222222°N,2.2533333333333°E ca:Plaça de l'Església                                                                                       | bé cultural d'interès local                          | Església de Santa Maria de Martorelles   | Modifica les dades a Wikidata |
|        | serra d'en Mates                                   | Vallès Oriental Sant Fost de Campsentelles Santa Maria de Martorelles | serra                                                                          |                               | 41° 31′ 00″ N, 2° 15′ 00″ E / 41.51667°N,2.25°E |                                                      |                                          | Modifica les dades a Wikidata |